# Ministerium für strategische Angelegenheiten (Israel)
Das Ministerium für strategische Angelegenheiten und Hasbara (hebräisch הַמִּשְׂרָד לְנוֹשְׂאִים אֶסְטְרָטֶגִיִּים וְהַסְבָּרָה HaMisrad ləNōsʾīm Esṭraṭegijjīm weHasbarah) ist ein Ministerium in Israel. Es wurde 2006 im Anschluss an den nachträglichen Eintritt der Partei Jisraʾel Beitenu in die von Premierminister Ehud Olmert geführte Koalitionsregierung gebildet, war von 2008 bis 2009 zwischenzeitlich stillgelegt und wurde ab 2015 wesentlich erweitert.
Schwerpunkt des aktuellen Aufgabenbereichs unter Minister Ron Dermer ist der internationale Kampf gegen die antizionistische und als antisemitisch bezeichnete Initiative Boycott, Divestment and Sanctions (BDS). Dabei arbeitet es in Abstimmung u. a. mit dem Außen- und dem Justizministerium sowie in Partnerschaft mit pro-israelischen Organisationen weltweit mit offenen und versteckten Methoden gegen Organisationen und Einzelpersonen, die zu Protestmaßnahmen gegen Israels Politik gegenüber den Palästinensern aufrufen.

## Liste der Minister
| Minister              | Partei             | Regierung | Amtsdauer                          |
| --------------------- | ------------------ | --------- | ---------------------------------- |
| Avigdor Lieberman     | Jisraʾel Beitenu   | 31.       | 30. Okt. 2006 – 18. Jan. 2008      |
| Ehud Olmert           | Kadima             | 31.       | 18. Jan. 2008 – 13. Apr. 2008      |
| Mosche Jaalon         | Likud              | 32.       | 31. März 2009 – 18. März 2013      |
| Juval Steinitz        | Likud              | 33.       | 18. März 2013 – 14. Mai 2015       |
| Seʾev Elkin           | Likud              | 34.       | 14. Mai 2015 – 25. Mai 2015        |
| Gilʿad Erdan          | Likud              | 34.       | 25. Mai 2015 – 17. Mai 2020        |
| Orit Farkasch-Hacohen | Chossen leJisraʾel | 35.       | 17. Mai 2020 – 30. November 2020   |
| Michael Biton         | Chossen leJisraʾel | 35.       | 30. November 2020 – 13. Juni 2021  |
| Jaʾir Lapid           | Jesch Atid         | 36.       | 13. Juni 2021 – 29. Dezember 2022  |
| Ron Dermer            | Likud              | 37        | seit 29. Dezember 2022 – amtierend |

## Kontroversen
Im Oktober 2018 wies das Ministerium darauf hin, dass einer US-amerikanischen Studentin mit palästinensischen Wurzeln die Einreise nach Israel zu verwehren sei, da sie an ihrer ehemaligen Hochschule eine BDS-Gruppe angeführt habe. Der Fall der daraufhin trotz gültigen Einreisevisums am Flughafen von Tel Aviv festgehaltenen Lara Alqasem sorgte anschließend für kontroverse Diskussionen innerhalb Israels sowie international. Nachdem sowohl die Hebräische Universität Jerusalem, an der Alqasem zu einem Master-Studiengang angenommen worden war, als auch verschiedene Politiker und Menschenrechtsorganisationen sich öffentlich gegen das Einreiseverbot ausgesprochen hatten, entschied letztlich der Oberste Gerichtshof zu Gunsten der Studentin und gegen die israelische Regierung. Minister Erdan bedauerte das Urteil als „großen Sieg für BDS“.